# Меппен
Меппен (нім. Meppen) — місто в Німеччині, районний центр району Емсланд, розташованого у землі Нижня Саксонія.
Площа — 188,48 км2. Населення становить 35 415 ос. (станом на 31 грудня 2021).

## Географія
Місто поділяється на 7 міських районів. 

## Динаміка населення
| Рік  | Населення |
| ---- | --------- |
| 1990 | 30 139    |
| 1995 | 31 601    |
| 2000 | 33 190    |
| 2005 | 34 201    |
| 2010 | 34 773    |

## Промисловість
У місті розташовано виробництво деревообробних верстатів фірми Elektra Beckum. В 1990-ті цей завод був куплений компанією Metabo.
У місті дислокується Оборонно-технічний центр зі зброї та боєприпасів (нім. Wehrtechnische Dienststelle für Waffen und Munition) WTD 91.

## Спорт
У місті базується футбольна команда «Меппен», що грає в нижчих дивізіонах Німеччини.